# Lijst van oorlogsmonumenten in Molenlanden
De Nederlandse gemeente Molenlanden heeft 17 oorlogsmonumenten. Hieronder een overzicht.
| Nr.  | Object                                                          | Herdachte groep | Ontwerper                           | Onthulling              | Type               | Locatie                     | Plaats           | Coördinaten                   | Foto                                  |
| ---- | --------------------------------------------------------------- | --- | ----------------------------------- | ----------------------- | ------------------ | --------------------------- | ---------------- | ----------------------------- | ------------------------------------- |
| 117  | Vredesmonument                                                  | algemeen | Inez Oerlemans-Hegeman (03-11-1945) | 1 mei 2002              | beeld/sculptuur    | Ooievaar, 2957 NH           | Nieuw-Lekkerland | 51° 53' 11" NB, 4° 40' 38" OL | Vredesmonument                        |
|      | Mission Belle Memorial                                          | geallieerde militairen | Den Hollandsche in Elst             | 29 september 2018       | 2D sculptuur       | Lekdijk bij 26              | Nieuw-Lekkerland | 51° 53' 41" NB, 4° 42' 47" OL | Meer afbeeldingen                     |
| 710  | Gedenkmonument Opmerking: Dit monument staat niet in Streefkerk | |                                     |                         | beeld/sculptuur    |                             | Streefkerk       | 51° 54' 6" NB, 4° 44' 35" OL  |                                       |
| 1007 | Monument aan de Berkenlaan                                      | militairen in dienst van het Ned. Kon. 1940-1945, burgerslachtoffers, verzet Nederland                                                                             | Steenhouwerij De Groot              | 1941, aangepast in 1998 | zuil               | Berkenlaan bij 21, 4209 AN  | Schelluinen      | 51° 50' 42" NB, 4° 55' 32" OL | Meer afbeeldingen                     |
| 1010 | De Adelaar en de Zwaan                                          | algemeen | Marcus Ravenswaaij (11-06-1925)     | mei 1989                | beeld/sculptuur    | Plein 983, 4241             | Arkel            | 51° 51' 49" NB, 4° 59' 37" OL | Meer afbeeldingen                     |
| 2031 | Oorlogsmonument                                                 | burgerslachtoffers |                                     | 26 september 1946       | gedenksteen        | Noordzijde 35               | Oud-Alblas       | 51° 51' 35" NB, 4° 42' 34" OL | Meer afbeeldingen                     |
| 2032 | Oorlogsmonument                                                 | algemeen, militairen in dienst van het Ned. Kon. 1940-1945, militairen in dienst van het Ned. Kon. na 1945                                                         |                                     | 26 april 1997           | gedenksteen        | Voorstraat 88, 2964 AL      | Groot-Ammers     | 51° 55' 34" NB, 4° 49' 17" OL | Meer afbeeldingen                     |
| 2166 | Monument op de Algemene begraafplaats                           | militairen in dienst van het Ned. Kon. na 1945, burgerslachtoffers, verzet Nederland                                                                               |                                     | 30 december 1946        | begraafplaats/graf | Kerkstraat 6a               | Noordeloos       | 51° 54' 17" NB, 4° 56' 28" OL | Monument op de Algemene begraafplaats |
| 2167 | Monument op de Algemene begraafplaats                           | militairen in dienst van het Ned. Kon. 1940-1945, verzet Nederland                                                                                                 |                                     |                         | plaquette          |                             | Hoornaar         | 51° 52' 48" NB, 4° 56' 47" OL | Monument op de Algemene begraafplaats |
| 2649 | Nederlands oorlogsgraf                                          | |                                     |                         | overig             | Brandwijksedijk, 2974 LB    | Brandwijk        | 51° 53' 23" NB, 4° 48' 50" OL | Meer afbeeldingen                     |
|      | Lancaster monument                                              | geallieerde militairen R.A.F. | Paul Pallandt                       | 20 mei 2017             | beeld/sculptuur    | Gijbelandsedijk bij 42      | Brandwijk        | 51° 52' 33" NB, 4° 49' 5" OL  | Meer afbeeldingen                     |
| 2650 | Britse oorlogsgraven                                            | geallieerde militairen |                                     |                         | begraafplaats/graf | Dorpsstraat bij 32          | Molenaarsgraaf   | 51° 52' 31" NB, 4° 49' 5" OL  | Britse oorlogsgraven                  |
| 2753 | Oorlogsmonument                                                 | burgerslachtoffers |                                     |                         | plaquette          | Kerkstraat 8, 2971 AL       | Bleskensgraaf    | 51° 52' 14" NB, 4° 46' 46" OL | Meer afbeeldingen                     |
| 2754 | Nederlands oorlogsgraf                                          | |                                     |                         | begraafplaats/graf | Noordzijde 17, 2977 AD      | Goudriaan        | 51° 54' 13" NB, 4° 53' 18" OL | Nederlands oorlogsgraf                |
|      | Britse en Canadese oorlogsgraven                                | geallieerde militairen |                                     |                         | begraafplaats/graf | Noordzijd 17, 2977 AD       | Goudriaan        | 51° 54' 13" NB, 4° 53' 18" OL | Britse en Canadese oorlogsgraven      |
| 3025 | Oorlogsmonument                                                 | algemeen, militairen in dienst van het Ned. Kon. na 1945, militairen in dienst van het Ned. Kon. 1940-1945, burgerslachtoffers, burgers voormalig Nederlands-Indië | H. Harrewijn                        | 4 mei 1995              | plaquette          |                             | Giessenburg      | 51° 51' 7" NB, 4° 53' 19" OL  | Oorlogsmonument                       |
| 3182 | Mosquito-monument                                               | geallieerde militairen | T. van Kooten                       | 26 mei 2007             | overig             | Koekoekspad, 2971 BM        | Bleskensgraaf    | 51° 52' 30" NB, 4° 46' 58" OL | Meer afbeeldingen                     |
|      | Vliegeniersmonument                                             | geallieerde militairen | Paul Pallandt                       | 2 mei 2015              | sculptuur          | Van Brederodestraat 1 (bij) | Giessenburg      | 51° 51' 9" NB, 4° 53' 30" OL  | Meer afbeeldingen                     |

Alblasserdam ·
Albrandswaard ·
Alphen aan den Rijn ·
Barendrecht ·
Bodegraven-Reeuwijk ·
Capelle aan den IJssel ·
Delft ·
Den Haag ·
Dordrecht ·
Goeree-Overflakkee ·
Gorinchem ·
Gouda ·
Hardinxveld-Giessendam ·
Hendrik-Ido-Ambacht ·
Hillegom ·
Hoeksche Waard ·
Kaag en Braassem ·
Katwijk ·
Krimpen aan den IJssel ·
Krimpenerwaard ·
Lansingerland ·
Leiden ·
Leiderdorp ·
Leidschendam-Voorburg ·
Lisse ·
Maassluis ·
Midden-Delfland ·
Molenlanden ·
Nieuwkoop ·
Nissewaard ·
Noordwijk ·
Oegstgeest ·
Papendrecht ·
Pijnacker-Nootdorp ·
Ridderkerk ·
Rijswijk ·
Rotterdam ·
Schiedam ·
Sliedrecht ·
Teylingen ·
Vlaardingen ·
Voorne aan Zee ·
Voorschoten ·
Waddinxveen ·
Wassenaar ·
Westland ·
Zoetermeer ·
Zoeterwoude ·
Zuidplas ·
Zwijndrecht